# Crossotus freoides
Crossotus freoides là một loài bọ cánh cứng trong họ Cerambycidae.